# Fußballer des Jahres in der Republik Moldau
Der Titel Fußballer des Jahres wird in der Republik Moldau seit 1992 jährlich vom moldauischen Fußballverband verliehen. Erster Titelträger war Alexandru Spiridon. Bisher haben nur Moldauer den Titel gewinnen können. Ausländische Spieler wurden noch nicht geehrt. Erfolgreichster Spieler ist Alexandru Epureanu, der den Titel zwischen 2007 und 2018 fünf Mal gewinnen konnte. Die meisten Titel gingen bisher an Mittelfeldakteure. Torhüter konnten die Auszeichnung noch nicht gewinnen. Amtierender Fußballer ist Oleg Reabciuk. Erfolgreichster Verein ist der moldauische Spitzenklub Zimbru Chișinău, der bis 2002 insgesamt sieben Mal den Fußballer des Jahres in den eigenen Reihen aufbot, danach aber nicht mehr. Als erster im Ausland spielender Fußballer wurde 1999 der frühere Hamburger Alexandru Curtianu ausgezeichnet. Insgesamt wurden 22 Mal im Ausland spielende Spieler ausgezeichnet.

## Liste der Titelträger (unvollständig)

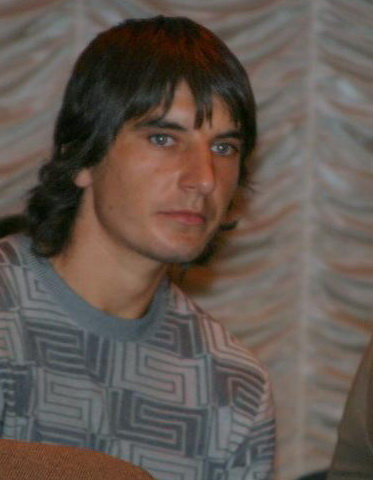
Der dreifache Titelträger Serghei Covalciuc

- Jahr: Nennt das Jahr, in dem der Spieler gewählt wurde.
- Name: Nennt den Namen des Spielers.
- Nationalität: Nennt die Nationalität des Spielers.
- Verein: Nennt den Verein, für den der Spieler zum damaligen Zeitpunkt gespielt hat. Fett gedruckte Vereine wurden in dem Jahr Meister.
- Position: Nennt die Position des Spielers: Tor, Abwehr, Mittelfeld, Sturm.

| Jahr | Name               | Nationalität | Verein                          | Position   |
| ---- | ------------------ | ------------ | ------------------------------- | ---------- |
| 1992 | Alexandru Spiridon | Moldau       | Zimbru Chișinău                 | Mittelfeld |
| 1993 | Alexandru Curtianu | Moldau       | Zimbru Chișinău                 | Mittelfeld |
| 1994 | Serghei Cleșcenco  | Moldau       | Zimbru Chișinău                 | Stürmer    |
| 1995 | Ion Testemitanu    | Moldau       | Zimbru Chișinău                 | Abwehr     |
| 1996 | Serghei Rogaciov   | Moldau       | FC Olimpia Bălți                | Stürmer    |
| 1997 | Ion Testemitanu    | Moldau       | Zimbru Chișinău                 | Abwehr     |
| 1998 | Alexandru Curtianu | Moldau       | Zenit Sankt Petersburg          | Mittelfeld |
| 1999 | Serghei Epureanu   | Moldau       | Zimbru Chișinău                 | Mittelfeld |
| 2000 | Serghei Cleșcenco  | Moldau       | Maccabi Haifa                   | Stürmer    |
| 2001 | Serghei Rogaciov   | Moldau       | Saturn Ramenskoje               | Stürmer    |
| 2002 | Boris Cebotari     | Moldau       | Zimbru Chișinău                 | Mittelfeld |
| 2003 | Serghei Covalciuc  | Moldau       | Karpaty Lwiw                    | Mittelfeld |
| 2004 | Serghei Covalciuc  | Moldau       | Karpaty Lwiw                    | Mittelfeld |
| 2005 | Serghei Covalciuc  | Moldau       | Spartak Moskau                  | Mittelfeld |
| 2006 | Radu Rebeja        | Moldau       | FK Moskau                       | Mittelfeld |
| 2007 | Alexandru Epureanu | Moldau       | FK Moskau                       | Mittelfeld |
| 2008 | Vitali Bordian     | Moldau       | Metalist Charkiw                | Abwehr     |
| 2009 | Alexandru Epureanu | Moldau       | FK Moskau                       | Mittelfeld |
| 2010 | Alexandru Epureanu | Moldau       | FK Moskau                       | Mittelfeld |
| 2011 | Alexandru Suvorov  | Moldau       | KS Cracovia                     | Mittelfeld |
| 2012 | Alexandru Epureanu | Moldau       | FK Moskau/Krylja Sowetow Samara | Mittelfeld |
| 2013 | Alexandru Gațcan   | Moldau       | FK Rostow                       | Mittelfeld |
| 2014 | Artur Ioniță       | Moldau       | Hellas Verona                   | Mittelfeld |
| 2015 | Alexandru Gațcan   | Moldau       | FK Rostow                       | Mittelfeld |
| 2016 | Alexandru Gațcan   | Moldau       | FK Rostow                       | Mittelfeld |
| 2017 | Alexandru Gațcan   | Moldau       | FK Rostow                       | Mittelfeld |
| 2018 | Alexandru Epureanu | Moldau       | Başakşehir                      | Abwehr     |
| 2019 | Artur Ioniță       | Moldau       | Cagliari Calcio                 | Mittelfeld |
| 2020 | Oleg Reabciuk      | Moldau       | Paços de Ferreira               | Abwehr     |
| 2021 | Oleg Reabciuk      | Moldau       | Olympiakos FC                   | Abwehr     |
| 2022 | Oleg Reabciuk      | Moldau       | Olympiakos FC                   | Abwehr     |

## Ranglisten

### Spieler (unvollständig)
- Platz: Nennt die Platzierung des Spielers innerhalb dieser Rangliste. Diese wird durch die Anzahl der Titel bestimmt. Bei gleicher Anzahl von Titeln wird alphabetisch sortiert.
- Name: Nennt den Namen des Spielers.
- Anzahl: Nennt die Anzahl der errungenen Titel.
- Jahre: Nennt die Spielzeit(en), in denen der Spieler Fußballer des Jahres wurde.

| Platz | Name               | Anzahl | Jahre                        |
| ----- | ------------------ | ------ | ---------------------------- |
| 1.    | Alexandru Epureanu | 5      | 2007, 2009, 2010, 2012, 2018 |
| 2.    | Alexandru Gațcan   | 4      | 2013, 2015, 2016, 2017       |
| 3.    | Serghei Covalciuc  | 3      | 2003, 2004, 2005             |
| 0     | Oleg Reabciuk      | 3      | 2020, 2021, 2022             |
| 5.    | Serghei Cleșcenco  | 2      | 1994, 2000                   |
| 0     | Alexandru Curtianu | 2      | 1993, 1998                   |
| 0     | Serghei Rogaciov   | 2      | 2001, 1996                   |
| 0     | Ion Testemitanu    | 2      | 1995, 1997                   |
| 0     | Artur Ioniță       | 2      | 2014, 2019                   |
| 10.   | Vitalie Bordian    | 1      | 2008                         |
| 0     | Boris Cebotari     | 1      | 2002                         |
| 0     | Serghei Epureanu   | 1      | 1999                         |
| 0     | Radu Rebeja        | 1      | 2006                         |
| 0     | Alexandru Spiridon | 1      | 1992                         |
| 0     | Alexandru Suvorov  | 1      | 2011                         |

### Vereine
- Platz: Nennt die Platzierung des Vereins innerhalb dieser Rangliste. Diese wird durch die Anzahl der Titel bestimmt. Bei gleicher Anzahl von Titeln wird alphabetisch sortiert.
- Verein: Nennt den Namen des Vereins.
- Anzahl: Nennt die Anzahl der errungenen Titel.
- Jahre: Nennt die Spielzeit(en), in denen Spieler des Vereins Fußballer des Jahres wurden.

| Platz | Verein          | Anzahl | Jahre                                    |
| ----- | --------------- | ------ | ---------------------------------------- |
| 1.    | Zimbru Chișinău | 7      | 1992, 1993, 1994, 1995, 1997, 1999, 2002 |
| 2     | FK Moskau       | 5      | 2006, 2007, 2008, 2009, 2012             |
| 3.    | FK Rostow       | 4      | 2013, 2015, 2016, 2017                   |
| 4.    | Karpaty Lwiw    | 2      | 2003, 2004                               |
|       | Olympiakos FC   | 2      | 2021, 2022                               |

### Positionen
- Platz: Nennt die Platzierung der Position innerhalb dieser Rangliste. Diese wird durch die Anzahl der Titel bestimmt.
- Position: Nennt die Position.
- Anzahl: Nennt die Anzahl der errungenen Titel.

| Platz | Position   | Anzahl |
| ----- | ---------- | ------ |
| 1.    | Mittelfeld | 20     |
| 2.    | Abwehr     | 7      |
| 3.    | Stürmer    | 4      |
| 4.    | Torwart    | 0      |